# Migrace zvířat

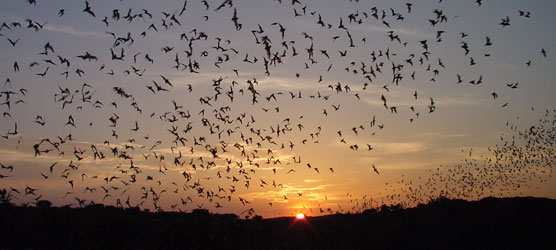
Tadaridy guánové během každoroční migrace

Migrace zvířat je pravidelný, nejčastěji sezónní přesun živočichů z jedné oblasti do druhé za potravou, lepšími životními podmínkami nebo pářením. Někdy se označuje jako tah nebo stěhování, pročež jsou migrační druhy označovány za stěhovavé nebo tažné. Tento fenomén se vyskytuje u všech velkých zvířecích skupin jako jsou ptáci, savci, ryby, plazi, obojživelníci, hmyz nebo kytovci, nicméně zdaleka ne všechny druhy migrují.
Spouštěčem migrace může být místní podnebí, dostupnost potravy, roční období, délka světla, snížení kompetice či potřeba páření. Oproti disperzi (rozptylu) se migrace liší mimo jiné tím, že se cyklicky (předvídatelně) opakuje nebo že přesuny zvířat mezi dvěma odlišnými biotopy jsou důležitou součástí jejich životního cyklu. Příkladem každoroční migrace mohou být např. ptáci, kteří na severní polokouli odlétají na zimu na jih (tzv. do teplých krajin), nebo sezónní migrace pakoňů za úrodnou pastvou. Typickými migranty mezi různými biotopy jsou lososi obecní nebo mihule mořské, které opouští své rodné řeky jako juvenilní jedinci, aby následující léta strávili v moři, načež se navrací zpět do sladkovodních řek.
Díky migračním druhům dochází k propojení různých biotopů, ve kterých tak dochází k nárůstu biologické rozmanitosti, čímž se stávají odolnějšími vůči vnějším tlakům. Migrační druhy však mohou přenášet nemoci a viry. Migrace zvířat již dlouhou dobu fascinuje lidstvo a o sezónním mizení zvířat existuje řada lidových pověstí a mýtů. Migrace je vědci poměrně hojně studována, k nejčastějším metodám studia migrace patří kroužkování (hlavně u ptáků), štítkování na různých částech těla nebo elektronické sledování pohybu pomocí ultralehkých geolokátorů a trackovacích GPS zařízení.

## Základní charakteristiky

### Koncepty a definice

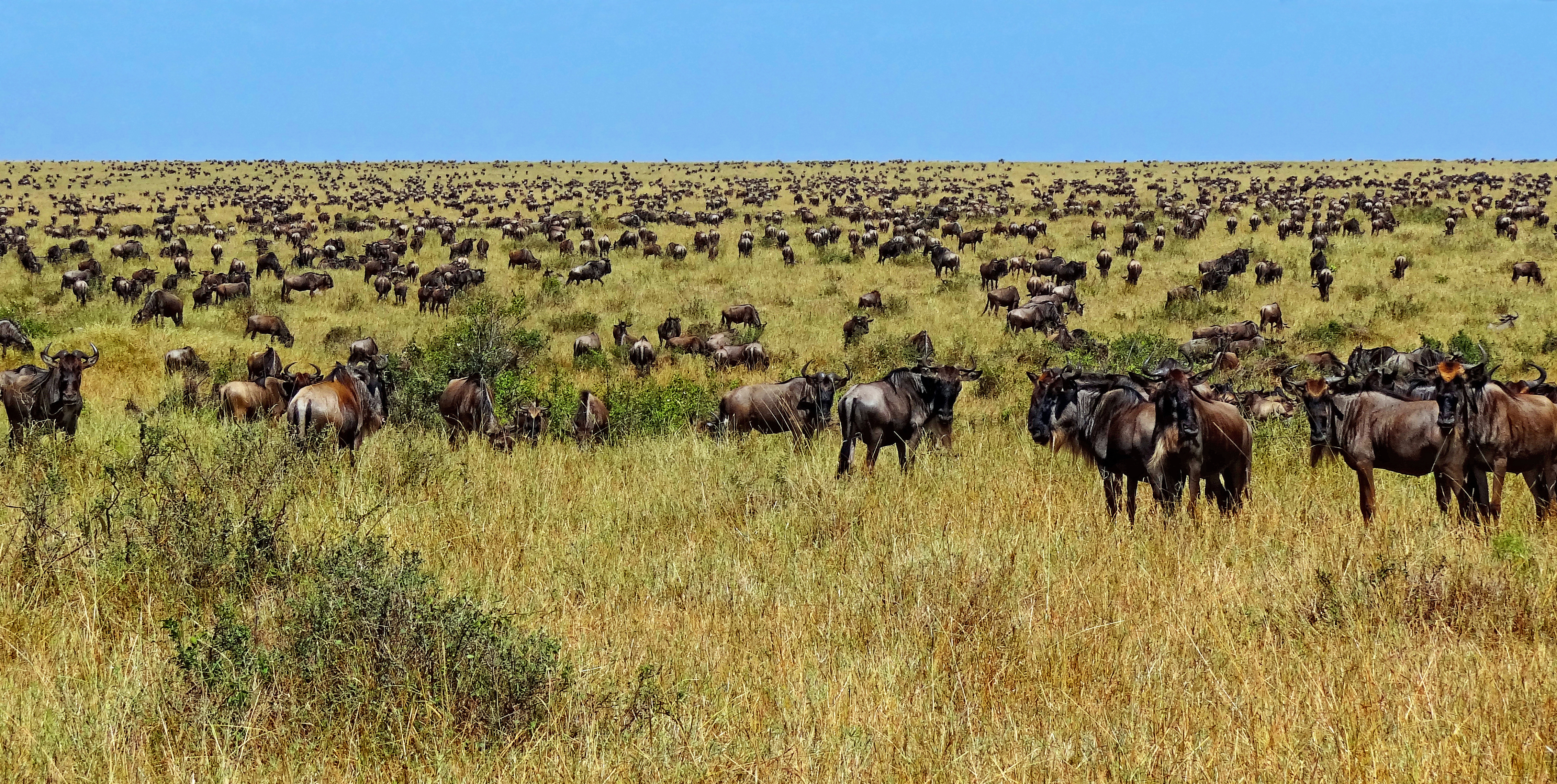
Velká migrace pakoňů mezi Tanzanií a Keňou

Pohyb živočichů lze rozdělit na tři typy: běžný, potulný a migrační (též stěhovavý nebo tažný). Běžný pohyb je typický pro nižší typy živočichů, kteří žijí převážně usedavým způsobem života. Potulní živočichové jsou motivováni k pohybu změnou v distribuci potravy. Příkladem mohou být losi evropští, kteří v zimě zůstávají na stejném chráněném místě, zatímco v teplejších měsících se „potulují“ za potravou bez předem daného cíle. Migrační druhy jsou specifické pravidelným (nejčastěji sezónním) pohybem tam i zpět.
Migrace však může u různých druhů zvířat nabírat různých podob a může mít různé příčiny. Následkem toho jednotná, široce přijímaná definice migrace neexistuje. Definice migrace mohou být jak velmi obecné (např. „pohybový akt z jedné prostorové jednotky do druhé“), tak poměrně konkrétní. Například Bonnská úmluva definuje migrační druh následovně:
„Stěhovavý druh“ znamená celou populaci nebo kteroukoli geograficky oddělenou část populace jakéhokoliv druhu nebo nižšího taxonu volně žijících živočichů, pro něž platí, že významná část jejich příslušníků cyklicky a předvídatelně překračuje jednu nebo více hranic jurisdikce státu.
Bonnská úmluva

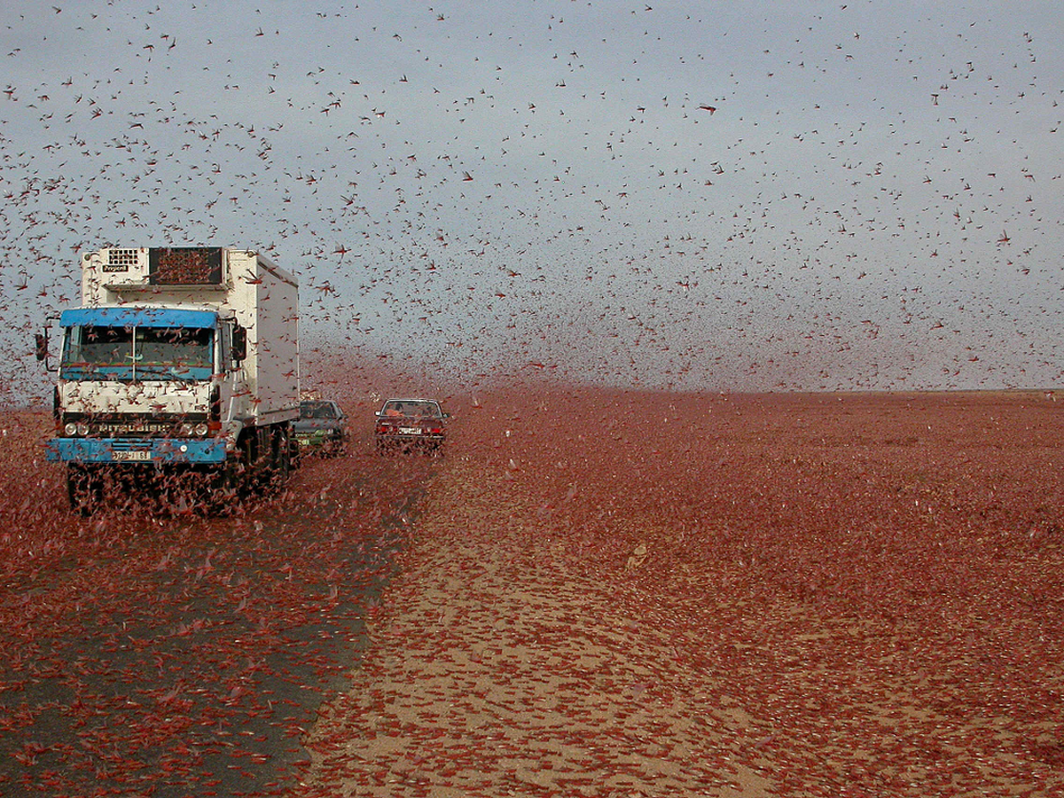
Sarančata pustinná na západní Sahaře

Přírodovědci Hugh Dingle a V. Alistair Drake se zaměřili spíše na charakteristiky migrace než na jednu konkrétní poučku. Podle těchto autorů se migrace sestává ze čtyř vzájemně se překrývajících konceptů, přičemž první dva se týkají migranta-jednotlivce a další dva migrační populace. Těmito koncepty jsou:
1. Vytrvalý, nerušený a napřímený pohyb.
2. Pohyb je delší a trvá déle než při běžném, každodenním životě.
3. Přesun je sezónní a mezi oblastmi s proměnlivou vhodností pro život.
4. Přesun vede k přerozdělení jednotlivců v rámci populace.[6]

Některé příklady z říše hmyzu vedly amerického entomologa Christophera Tippinga či britského biologa Robina Bakera k názoru, že migrace je umělý lidský koncept. Tito autoři poukazují na to, že neexistuje jediná charakteristika migrace, která by platila u všech migračních druhů. Řada definic se opírá o cykličnost migrace nebo schopnost navigace druhu, nicméně některé příklady ukazují, že existují případy migrací jen jedním směrem a některé druhy migrují i bez schopnosti navigace (viz příklad sarančat pustinných v kapitole Hmyz).

### Evoluce
Migrace je komplexní adaptace, která vznikla na základě interakce individuálních živočichů s jejich prostředím a geny. Může se vyvinout jako odpověď na distribuci zdrojů či predátorů. Migrace se vyvinula u jednotlivých kladů postupně a nezávisle na sobě. Vznik migrace byl patrně postupný: individuální zvířata se nejdříve vydala v rámci téže oblasti jen o něco málo dále než ostatní jedinci z téže populace. Tito dále se pohybující jednotlivci přirozeně vyhledávali vhodnější podmínky pro život, typicky stanoviště s lepší dostupností potravy či menším množstvím predátorů. Pohyb se postupně prodlužoval, avšak zprvu byl bez přísného řádu a s notnou dávkou flexibility. Následkem přirozeného výběru se však pohyb postupně stabilizoval. Mnoho populací během tohoto procesu vymizelo, avšak v oblastech, kde environmentální podmínky přály migrantům, se přirozený výběr nakonec postaral o přežití jen těch migrujících populací.

### Podoby migrace

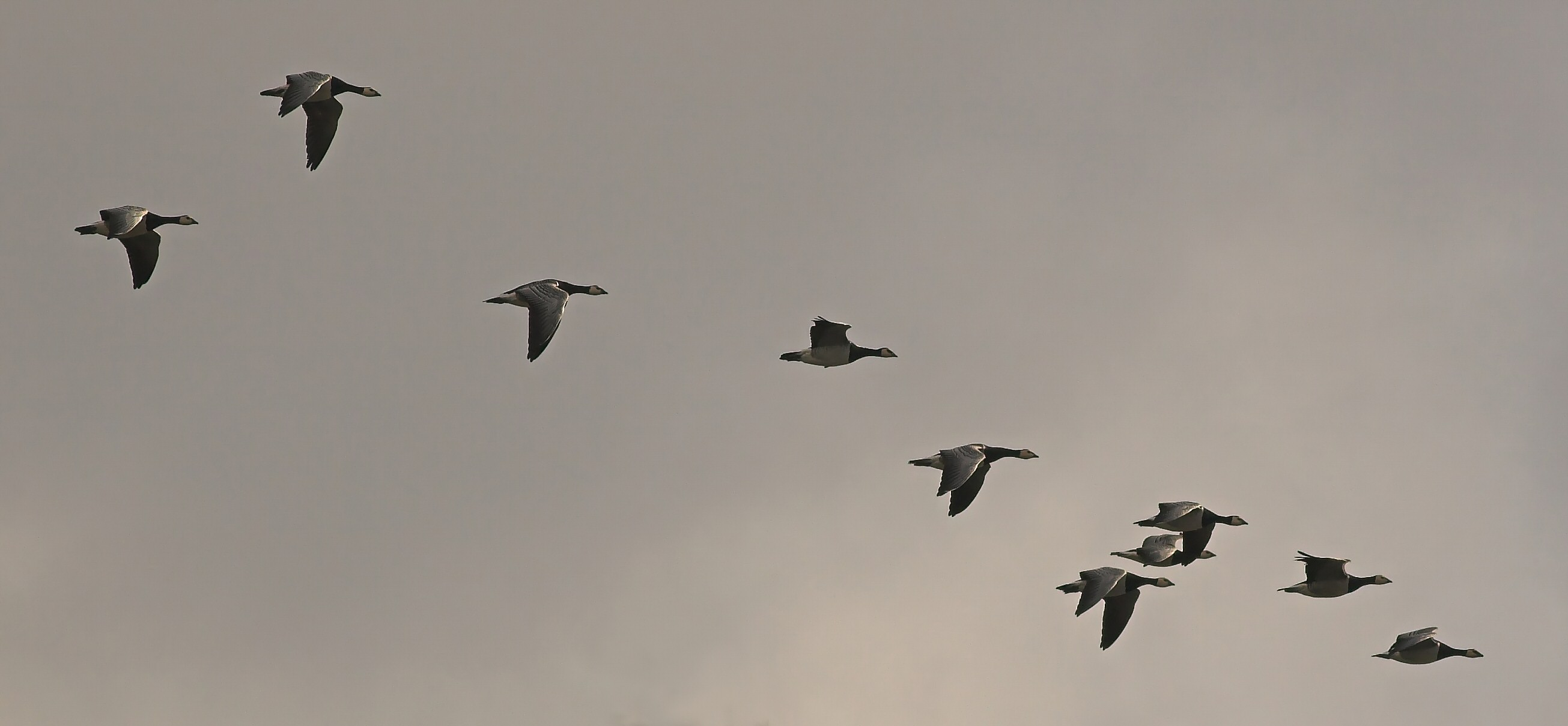
Bernešky bělolící během migrace

Migrace zvířat může probíhat plaváním, létáním nebo chozením. Jedná se o energeticky vysoce náročnou a často dlouhou a nebezpečnou cestu, kde výhody musí převažovat nad nevýhodami, jinak by migrace pro zvířata nedávala smysl. Migrace může být obligátní, tzn. zvíře musí z nějakého důvodu migrovat, či fakultativní, tzn. jednotlivci si mohou vybrat, zda budou nebo nebudou táhnout. V rámci migračního druhu či v rámci určité populace druhu nemusí migrovat všichni jedinci. Pokud migrují všichni, jedná se o kompletní migraci. V případě migrace pouze části jedinců nastává částečná migrace. Pokud lze migrující jedince jasně odlišit na základě vnějších znaků, jako je pohlaví nebo věk, jedná se o tzv. diferenciální migraci.

Jako migrace se označují i vertikální pohyby v rámci vodního sloupce, které na denní bázi vykonávají někteří mořští živočichové. Řada druhů zooplanktonu vykonává denní vertikální migraci o převýšení jen několika metrů, zatímco některé medúzy migrují denně i stovky výškových metrů.

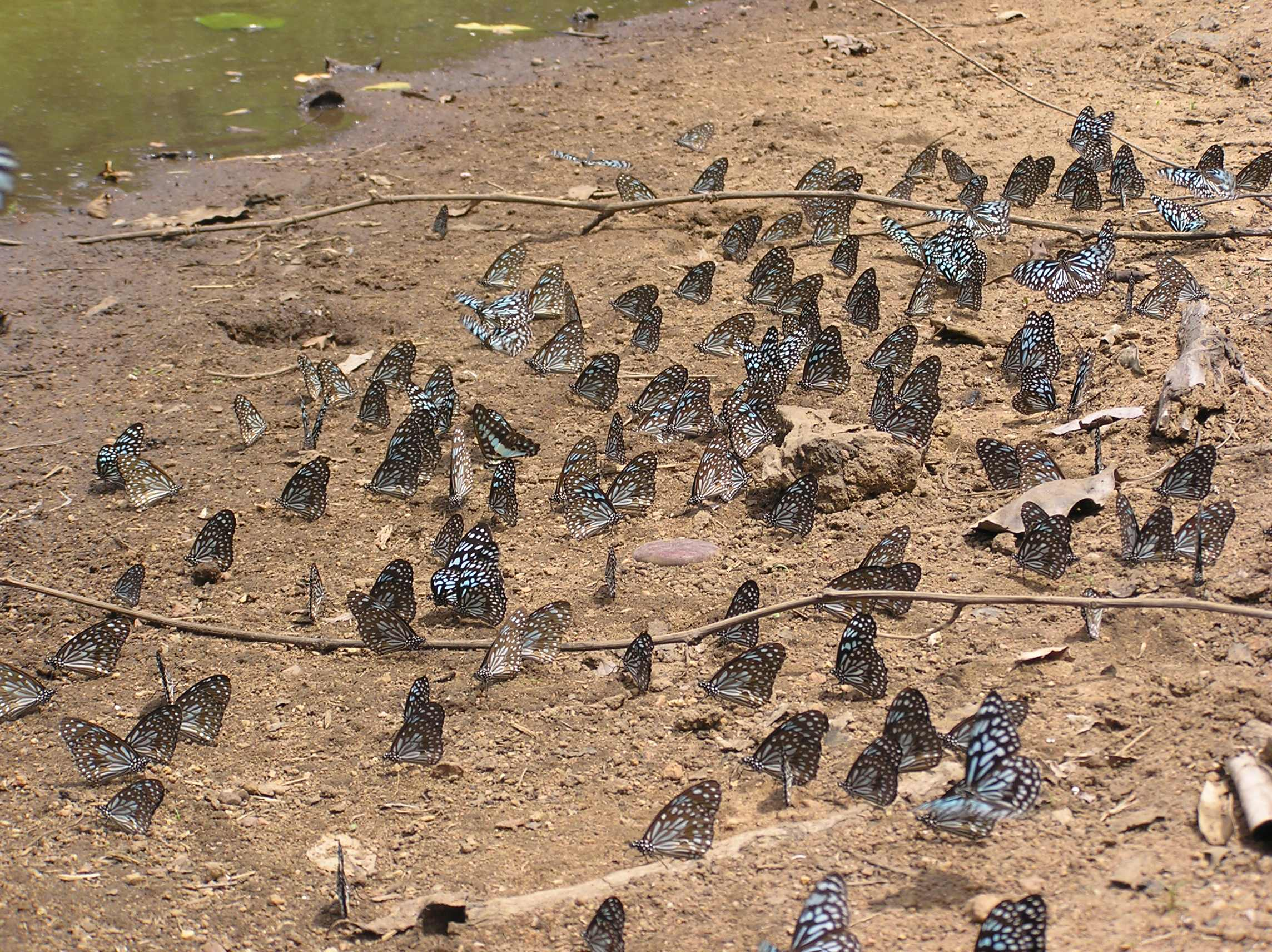
Babočky Tirumala septentrionis patří k jednomu z migračních druhů motýlů

### Spouštěče a řízení
Spouštěče migrace mohou být různé – může se jednat o změny v délce denního světla, teploty nebo množství dostupné potravy. Migrace může být ve zvířatech geneticky zakódována. Pokud je spouštěčem sezónní proměnlivost, jedná se o tzv. sezónní migraci. Tento typ migrace je poháněn a ovlivňován změnou v dostupností zdrojů (především potravních). Některé druhy zvířat jako např. lososi však migrují za účelem páření; většina lososovitých každoročně plave proti proudu řek, často hluboko do vnitrozemí, kde se spáří a poté se navrací zpět do oceánu. Pokud migrace nenastává pravidelně, jedná se o tzv. nepravidelnou (iruptivní) migraci. Ta může nastat při vnějších ekologických tlacích, jako je nedostatek potravy nebo lokální přemnožení.

Migrace může být řízena vnitřními (endogenními) biologickými hodinami, a to jak denními (cirkadiánními), tak ročními (cirkanuálními). U ptáků jsou tyto rytmy seřízeny podle délky denního světla a určují orientaci ptáků v čase i prostoru. Řízenost migrace vnitřními rytmy poskytuje výhodu hlavně ptačím druhům zimujícím v rovníkových oblastech, kde je životní prostředí příliš neměnné na to, aby migrace ptáků mohla být spuštěna a řízena na základě vnějších vodítek.

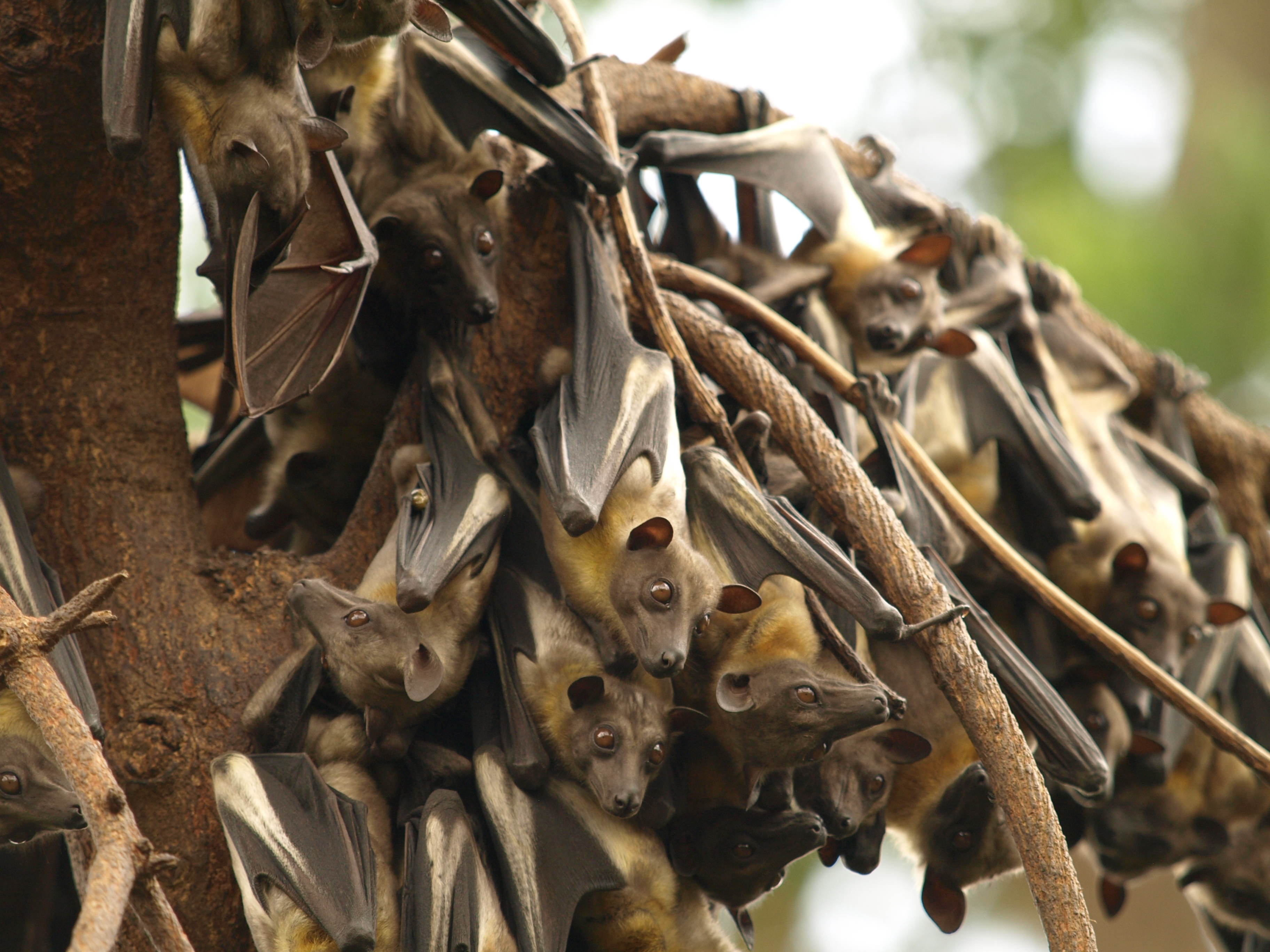
Kaloni plaví mohou být přenašečem řady virů včetně eboly, které šíří napříč střední a Jižní Afrikou během své pravidelné migrace

Cyklické pohyby některých živočichů jsou řízeny na základě přílivu a odlivu a i tyto pohyby jsou označovány jako migrace. Tento typ migrace je často využíván k nalezení potravy nebo vhodných partnerů k páření. Migrační přesun může být jak horizontální, tak vertikální. U těch nejmenších živočichů může docházet k přesunům o délce pouze několika milimetrů (např. plankton), u jiných i tisíce kilometrů (někteří mořští savci jako keporkak). Nejčastější formou migrace založené na slapových cyklech je migrace z a do přílivových oblastí. Přílivové oblasti bývají bohaté na potravu a zatímco některé druhy se vydávají do těchto oblastí v době odlivu, jiné tam míří během přílivu. V době přílivu se do přílivových oblastí zatopených vodou vydávají např. krabi a korýši, zatímco v době odlivu se odkryté oceánské břehy stanou hojným nalezištěm potravy ptáků.

### Ekologické důsledky migrace
Masivní přesuny zvířat z jedné oblasti do druhé mohou mít dalekosáhlé důsledky pro místní ekosystémy. Díky migraci dochází k přítomnosti živočichů v místech, která jsou jinak celoročně neobyvatelná (např. polární oblasti). Distribuce potravy, potažmo živin se v přírodě přirozeně proměňuje a kdyby nebylo migrace, tyto zdroje by nebyly adekvátně využity. Migrace zvyšuje místní diverzitu, čímž se stávají lokální ekosystémy více odolné v dobách změn (např. během klimatických proměn). Migrační druhy totiž slouží jako jakési spojky ekosystémů, které mohou být od sebe i tisíce kilometrů daleko. Díky této funkci se tažné druhy někdy označují jako zdroje „externí ekologické paměti“. Stěhovavé druhy však přirozeně nemusí přinášet jen pozitiva; s migranty přichází i hrozba masivního šíření nemocí a virů. Na vrub migrujícím druhům se přičítá např. rozšíření neotropických klíšťat ve Spojených státech amerických, šíření ptačí chřipky nebo šíření různých virů včetně eboly.

## Migrace u zvířecích skupin
Migrační chování se vyskytuje jak u obratlovců, tak u bezobratlých. Stěhovavé druhy lze nalézt u ptáků, plazů, ryb, savců, obojživelníků i hmyzu.

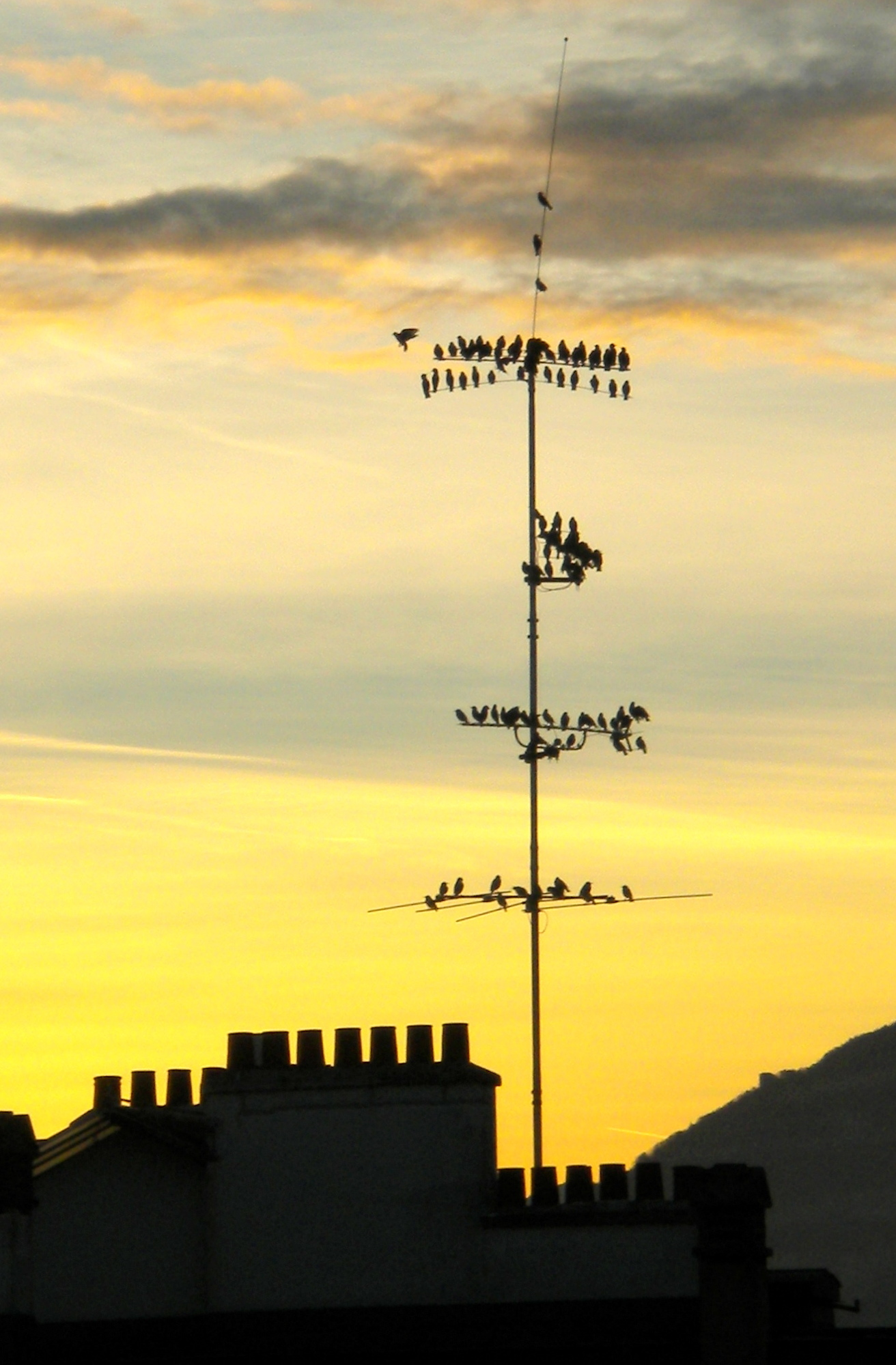
Houfování ptáků před tahem

### Ptáci
Z celkového počtu více než 10 tisíc druhů ptáků se za tažné považuje kolem 1850 druhů, čili kolem 20 %. Většina migrací je vykonávána na ose sever-jih s menší či větší odchylkou k východu či západu. Na severní polokouli ptáci typicky odlétají na jaře do hnízdišť v severních oblastech, kde začínají kvést rostliny a množí se hmyz, a na podzim se vracejí do teplejších zimovišť na jihu. Na jižní polokouli je tento proces obráceně. Některé druhy dokonce migrují ze severní na jižní polokouli. Vůbec nejdelší migraci mezi ptáky vykonává rybák dlouhoocasý, který každý rok táhne z hnízdišť v Arktidě do svých zimovišť u Antarktidy, čímž vytěží dvě léta s extrémní délkou denního světla. Hnízdiště a zimoviště rybáků jsou od sebe vzdálená cca 19 000 km, rybáci však nalétají jedním směrem spolu se zastávkami i 90 000 km ročně.
Ptačí migrace je řízena biologickými hodinami nastavenými podle délky denního světla. Čas migrace se v ptácích signalizuje hormonálními změnami. Pro navigaci opeřenci využívají magnetického pole Země, olfaktorické (čichové) vnímání, vizuální prvky v terénu i polohu Slunce a hvězd. U stěhovavých ptáků se vyvinula řada fyziologických, hormonálních i neurologických adaptací, které jim pomáhají vyrovnat se s extrémní povahou migrace. K těmto adaptacím patří hlavně schopnost těla razantně navýšit zásoby tuku před migrací, kontrola spánku, transformace vnitřních orgánů (smrsknutí některých vnitřností před letem) nebo kontrola přepeřování.

### Ryby

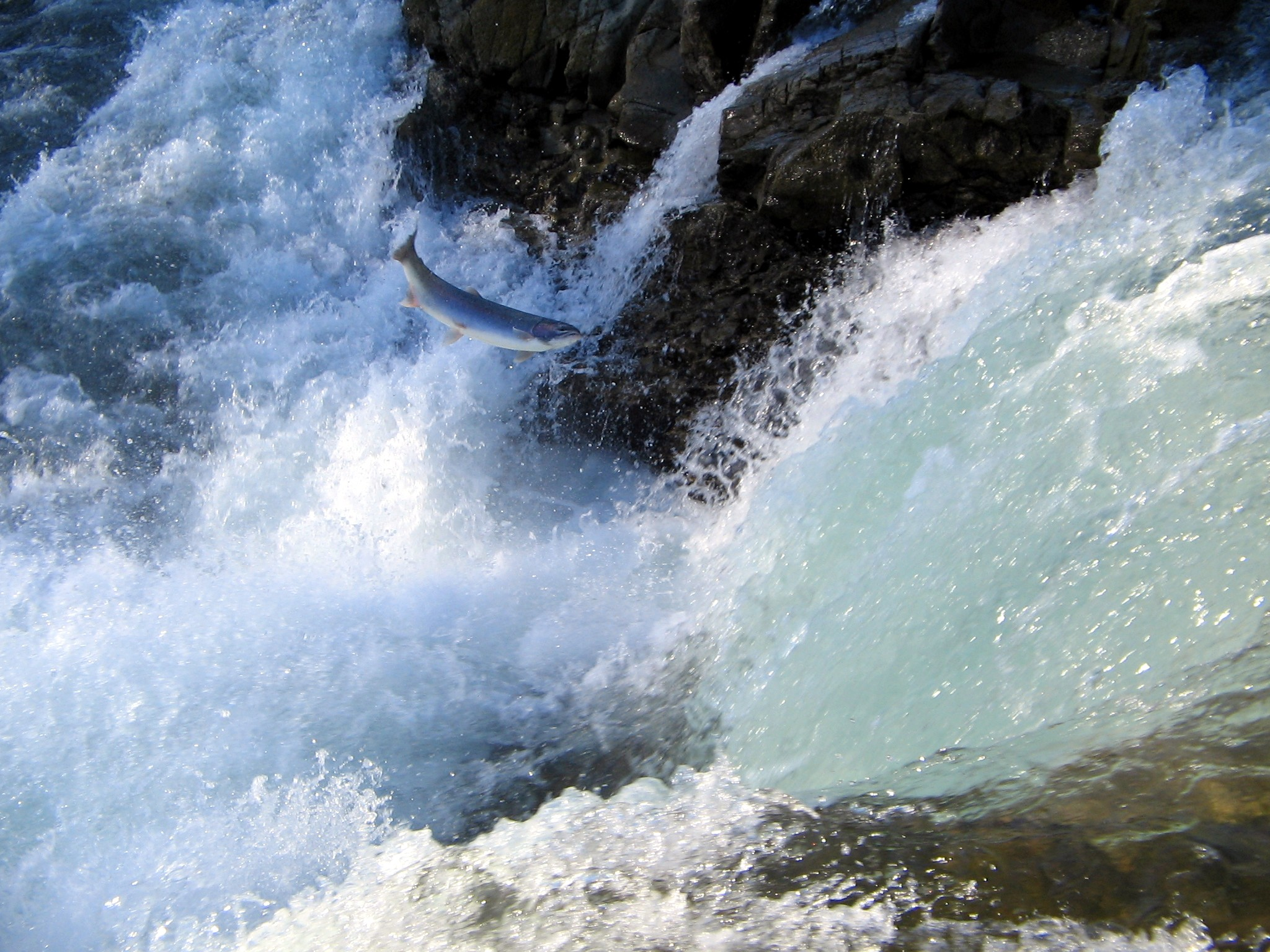
Řada druhů lososů migruje proti proudu řek za účelem páření

Většina druhů ryb je relativně limitována v možnostech svého pohybu, takže zůstávají většinu roku ve stejné oblasti a podnikají pouze krátké migrace za účely páření, sehnání potravy nebo přezimování. Několik set druhů migruje na dlouhé vzdálenosti, někdy až na tisíce kilometrů daleko. Kolem 120 druhů ryb včetně lososů migruje mezi sladkou a mořskou vodu (tzv. diadromní migrace).
Řada druhů krmných ryb jako sledi a huňáčci migrují velké vzdálenosti napříč oceánem. Takoví huňáčci se třou u jižních a západních břehů Islandu, jejich larvy jsou unášeny proudem ve směru hodinových ručiček kolem islandských břehů, zatímco dospělci se vydají na sever k ostrovu Jan Mayen za potravou a na Island se vrací podél východního pobřeží Grónska. Během tahu sardinek se miliardy sardinek tečkovaných vytírají ve studených vodách u Střelkového mysu, načež se vydávají na sever podél východního pobřeží Jihoafrické republiky.

### Hmyz
Migrující hmyz představuje vůbec největší tažnou biomasu, dokonce mnohem větší než je biomasa tažných ptáků. Řada druhů okřídleného hmyzu, jako jsou motýli, vážky nebo okřídlené kobylky, migrují na dlouhé vzdálenosti. Z vážek táhnou hlavně zástupci rodů Libellula nebo Sympetrum, kteří jsou známí svými masovými migracemi. Vážka Pantala flavescens dokonce migruje mezi Indií a Afrikou a vykonává tak jednu z nejdelších migračních cest z celé říše hmyzu. Jednotlivci tohoto druhu urazí i 6000 km. K takto dlouhým migračním cestám může docházet ve výjimečných případech i u sarančat pustinných, která byla v roce 1998 zaznamenána při využití vzdušných proudů v intertropické zóně konvergence, což jim umožnilo přeletět ze západní Afriky na 4500 km vzdálené karibské ostrovy. K podobné jednosměrné (avšak předvídatelné) migraci se uchylují samci sklípkanů, kteří se po několika letech strávených v norách najednou vydají hledat samici, se kterou se spáří a několik týdnů na to umírají.

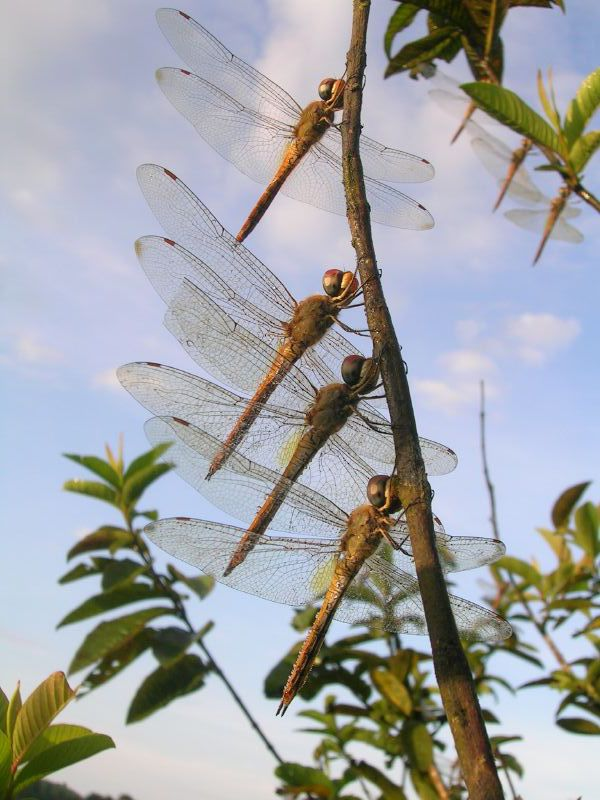
Shromažďování migračních vážek Pantala flavescens na jihozápadě Indie

U některých druhů hmyzu, jako jsou monarchové stěhovaví nebo babočky bodlákové, dochází k multigenerační migraci, při které žádný jedinec nevykoná celou migrační cestu, ale jednotlivci se množí během tahu a zatímco starší generace hyne, čerstvě narození jedinci pokračují v migrační cestě. U monarchů stěhovavých se může během jediné migrace mezi Mexikem a Kanadou v průběhu stejné sezóny vyměnit až pět generací.

### Savci
Na výjimečně dlouhé vzdálenosti migruje i řada druhů savců, především kopytníků, kteří migrují za lepší pastvou (především čerstvou trávou, která je bohatá na živiny). Vůbec nejdelší migraci chozením vykonávají sobi polární. Severoamerické poddruhy (známé kolektivně jako karibu) se pohybují i v půlmilionových stádech a během jediného migračního cyklu mohou urazit až pět tisíc kilometrů. Někteří savci, jako jako je vlk obecný, liška polární či kulan mohou každoročně urazit i větší vzdálenosti, nicméně v jejich případě se spíše jedná o rozptyl než migraci.
Další masové migrace vykonávají např. pakoni žíhaní, jejichž populace se odhaduje na 1,7 milionu jedinců, či zebry a gazely, které po statisících migrují napříč africkým pláněmi. Masové migrace vykonává přes 20 dalších druhů kopytníků. Vedle afrických druhů se jedná i o bizony americké, nicméně jejich migrace je v moderních dobách omezena mezi Velkými prériemi a oblastmi v Albertě a Yellowstonu. Řada afrických kopytníků během migrací naráží na zásadní problém, který představují nově budované ploty pro chov hospodářských zvířat, které mohou např. zabránit migrantům v přístupu k potravě nebo vodě. Obecně platí, že pohyb savců v krajině s velkými zásahy člověka je zhruba poloviční až třetinový oproti oblastem s žádnými nebo malými zásahy.

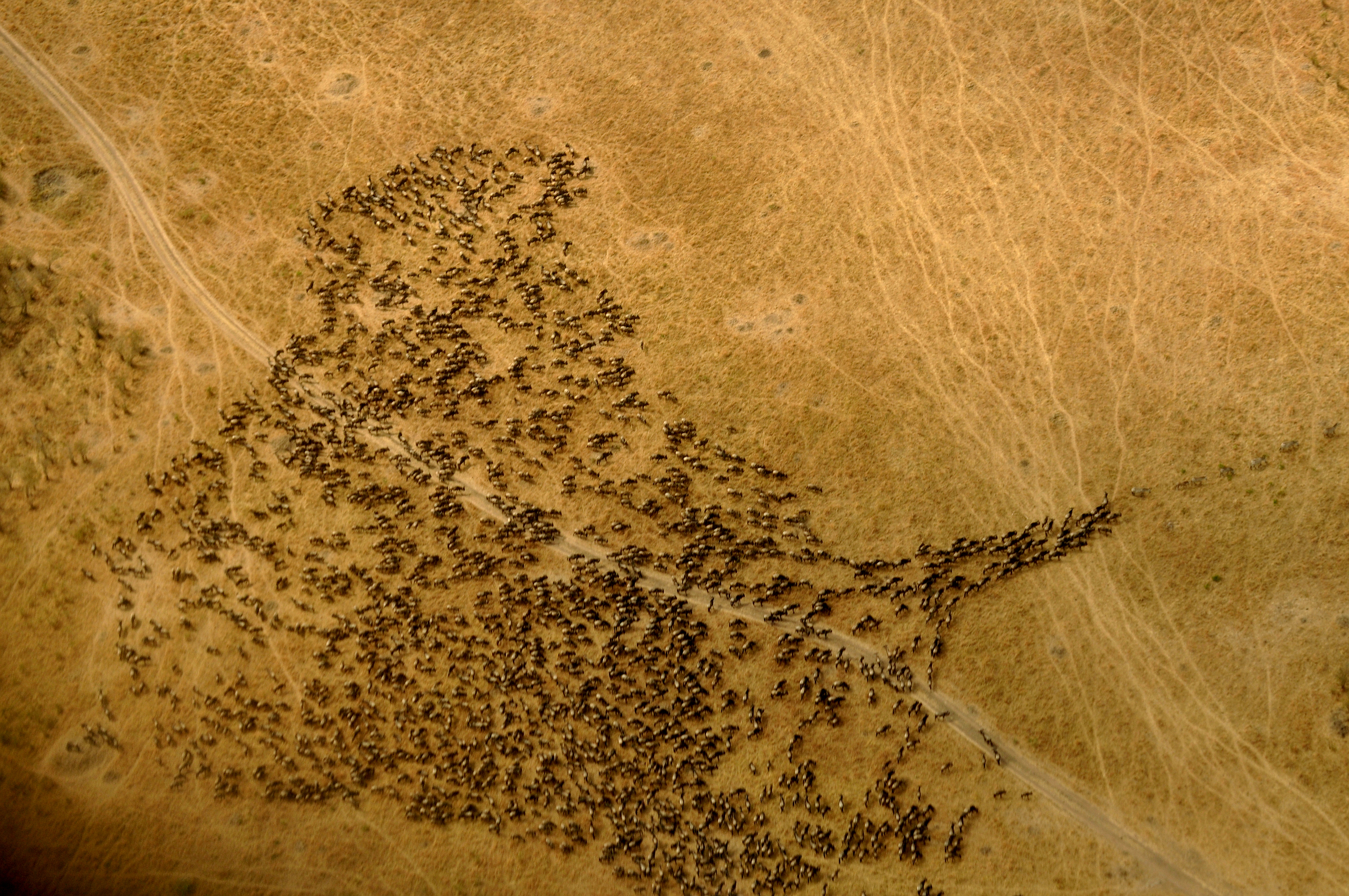
Ptačí pohled na shromažďování pakoňů v národním parku Serengeti

Vedle kopytníků se migrace relativně často vyskytuje i u letounů (stále však méně často než u ptáků). Ve srovnání s ptáky letouni ani nemigrují na tak velké vzdálenosti; maximální vzdálenosti migrujících letounů nepřesahují dva tisíce kilometrů. K nejznámějším masivním letounovitým migrantům patří tadaridy guánové, které migrují mezi Mexikem a západem Spojených států. Většina stěhovavých druhů letounů patří do čeledi netopýrovití. Sezónní migrace až 10 milionů kaloňů plavých představuje dokonce nejmasivnější migraci ze všech savců.
Migrace hraje důležitou roli v životě řady kytovců, jako jsou velryby nebo plejtváci. Některé druhy plavou ohromné vzdálenosti mezi jejich rozmnožovacími a krmnými stanovišti. Plejtváci obrovští mohou ročně naplavat i 20 tisíc kilometrů při cestách mezi antarktickými vodami, kde se krmí, a tropickými vodami, kde se páří. Podobný vzorec následuje i řada dalších kosticovců. Z delfínů migruje např. plískavice tmavá nebo delfín skákavý.
I když se lidé řadí mezi savce, lidská migrace v té moderní podobě se vymyká pojetím zmíněným v tomto článku. Výjimku snad mohou představovat tradiční migrační vzorce některých pasteveckých či kočovných kultur, kde se pastevci přesouvají spolu se svými zvířaty z výše položených oblastí do údolí (transhumance), či některé tradiční nomádské kultury, jako jsou skandinávští Sámové, kteří následují migrující soby.

### Další živočichové

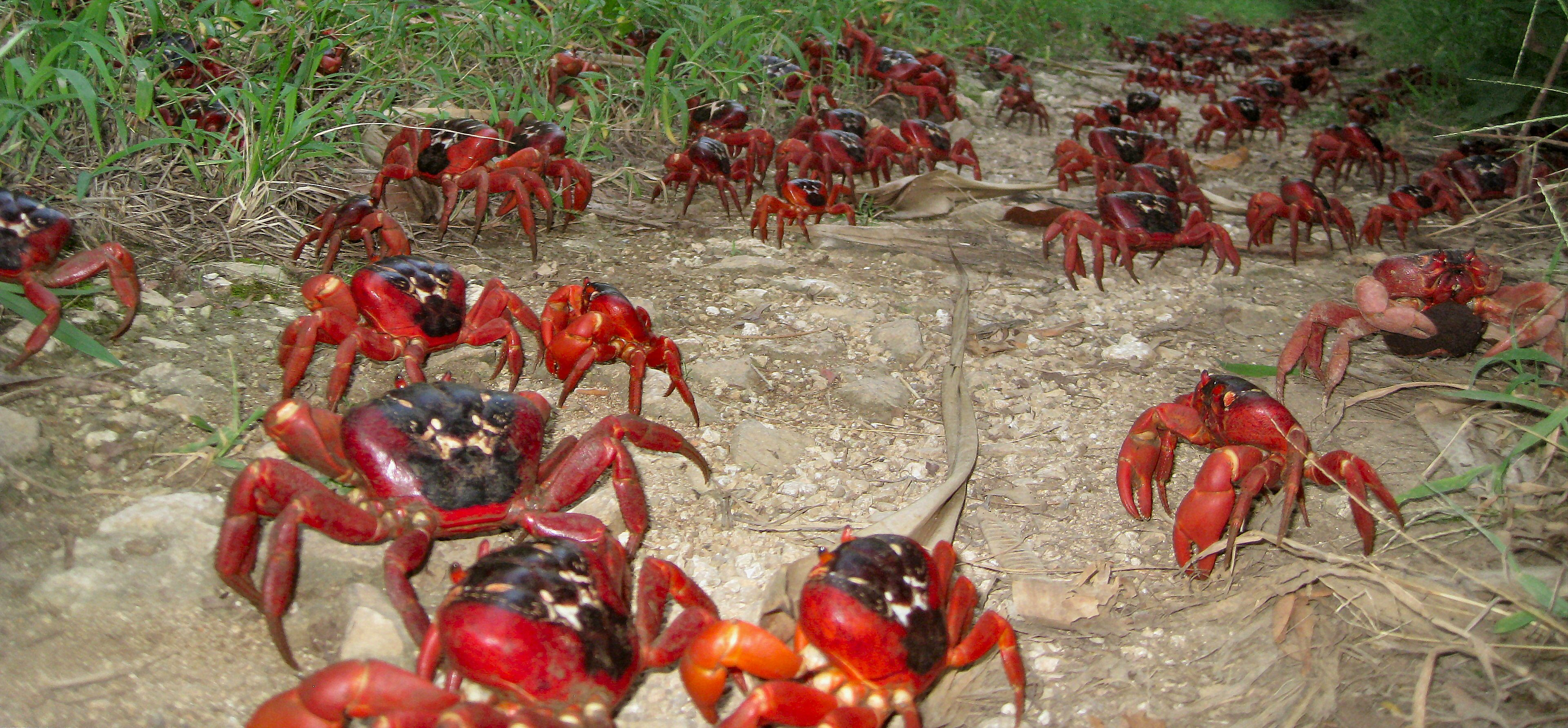
Krabi Gecarcoidea natalis při každoroční migraci

Typickými migranty ze skupiny plazů jsou mořské želvy, z nichž migruje většina druhů. Mořské želvy mohou táhnout stovky až tisíce kilometrů, přičemž hnacím motorem jejich migrací je honba za potravou, která se často nachází v odlišných oblastech než jejich hnízdiště. U mořských želv se dají vysledovat dvě migrační strategie: 1) mořské želvy migrují mezi hnízdními plážemi a krmišti, přičemž tato krmiště jsou poměrně specifická a želvy na ně evidentně míří za účelem krmení (např. kareta obrovská); 2) želvy migrují na hnízdní pláže, avšak zbytek roku tráví sbíráním potravy v oceánu bez specifického cíle (kareta zelenavá, kožatka velká). Otázka navigace mořských želv zůstává z velké části nerozluštěna. Ví se, že přinejmenším některé druhy dokáží využít magnetické pole Země, polohu Slunce nebo směru vln.

Animace diurnální vertikální migrace v průběhu dne

Migrují i někteří korýši, jako jsou krabi Gecarcoidea natalis z Vánočního ostrova, kteří po milionech každoročně táhnou do oceánu, kde dojde k vypuštění vajíček. Larvy krabů poté zůstanou několik týdnů ve vodě, načež se vrátí zpět na břeh. Migrují i ostrorepi, kteří se na jaře přesouvají do mělkých vod a na pláže, kde se páří. Na jejich vajíčkách jsou přitom potravně závislé některé druhy tažných ptáků jako jespáci rezaví.
Nejmenší známí živočichové, kteří migrují, jsou zooplanktonní živočichové, u kterých nastává každodenní diurnální vertikální migrace. Zatímco přes noc se zooplankton drží při hladině, na noc se ponořuje do hlubších vod. Hlavními důvody těchto pohybů jsou distribuce potravy a predace, i když příčiny budou patrně komplexnější.

## Sledování migrace
Vědecké poznání migrace je založeno zejména na možnostech sledování pohybu zvířat. Ke klasickým metodám sledování migrace ptáků patří kroužkování, za jehož zakladatele se považuje dánský ornitolog Hans Mortensen, který začal kroužkovat první ptáky koncem 19. století. Od té doby byly okroužkovány miliony ptáků a kroužkování pomohlo a dodnes pomáhá poodkrývat migrační chování ptáků. Klíčovou výhodou kroužkování je to, že je to levná, neinvazivní a poměrně snadná metoda, jak získat informace o migračním druhu. Obdobou kroužkování u ptáků je značkování u savců a dalších zvířat např. pomocí ušních známek, obojků a dalších fyzických objektů připevněných na těle. Pro značkování motýlů se používají malé nálepky, které se přilepí na jejich křídla.

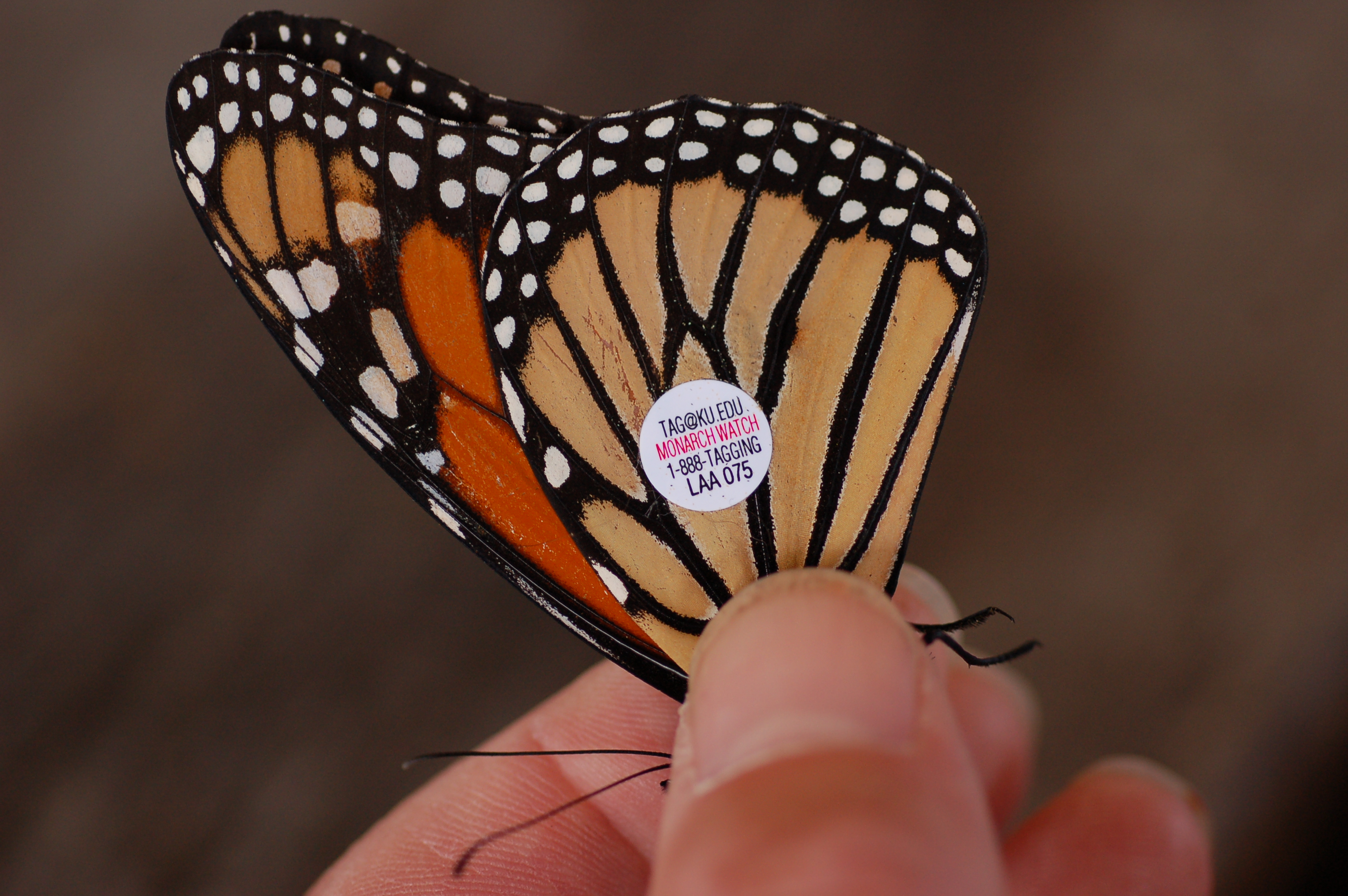
Monarcha stěhovavý se značkou na křídle, která slouží k pozdější identifikaci

Klíčové nevýhody kroužkování (resp. značkování obecně) je to, že k získání informace o kroužku nebo značce je potřeba živočicha znovu odchytit či alespoň spatřit. Znalosti získané značkováním navíc neposkytují informaci o tom, co se dělo se zvířetem mezi označkováním a odchytem. Tento nedostatek řeší radiotelemetrie, která se začala používat pro trasování zvířat v 50. letech 20. století. Díky radiotelemetrii bylo možné např. připevnit na krk zvířete obojek s vysílačkou, která pomocí radiových vln vysílala signály o poloze zvířete. Nevýhodou této metody je, že příjemce signálu (vědec) musí být v dosahu vysílaných radiovln, která je typicky maximálně několik kilometrů. Snad nejzásadnější průlom proto nastal s příchodem GPS zařízení v 70. letech 20. století. Díky této moderní telemetrii se na zvíře umístí GPS zařízení (může se jednat např. o obojek na krku nebo na noze, u ptáků např. zařízení na hřbetě), které v pravidelných intervalech stahuje data o poloze zvířete, která se buďto ukládají do lokální paměti nebo jsou rovnou vysílána online. Nevýhodou GPS zařízení je jejich vysoká nákladnost a váha, pročež mohou být instalovány jen na větší živočichy v projektech s velkým rozpočtem.

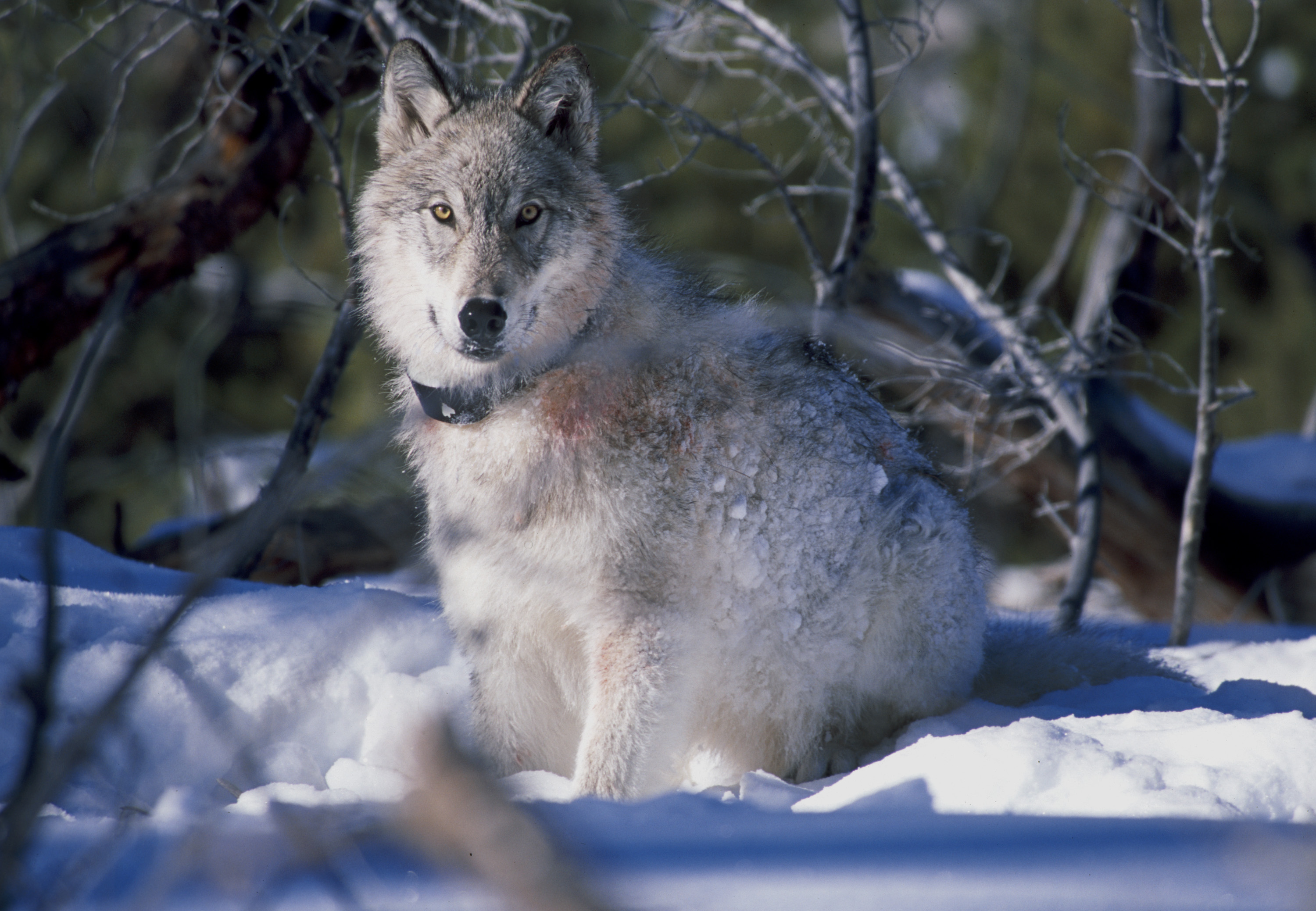
Vlk obecný v Yellowstonském národním parku s obojkovým sledovacím zařízením

Zejména u menších ptáků, jako jsou pěvci, se proto využívají ultralehká zařízení – geolokátory. Tato miniaturní zařízení mohou vážit i méně než 1 gram a unesou je i tak malé druhy jako vlaštovky. Zařízení získává v určeném časovém intervalu každodenní data o intenzitě světla, z čehož se dají vyvodit zeměpisné souřadnice. Snad největší nevýhodou geolokátorů je to, že pro stáhnutí dat je potřeba ptáky znovu odchytit. Pro sledování pohybu hmyzu (např. vážky nebo včely) se používají hlavně radiometrické metody (miniaturní vysílačky a radiový přijímač).
Další vědeckou metodou studia migrace je zjištění původu živočicha pomocí informací ze stabilních izotopoých vodíků (deuterium) v dešťové vodě, která byla absorbována živočichy skrze potravu. Obsah deuteria v dešťové vodě je totiž jedinečný pro každou oblast, a díky změření jejího množství v tělech živočichů (vlasech, křídlech, peří aj.) je možné určit jeho předchozí polohu či původ.

## Odkaz v kultuře

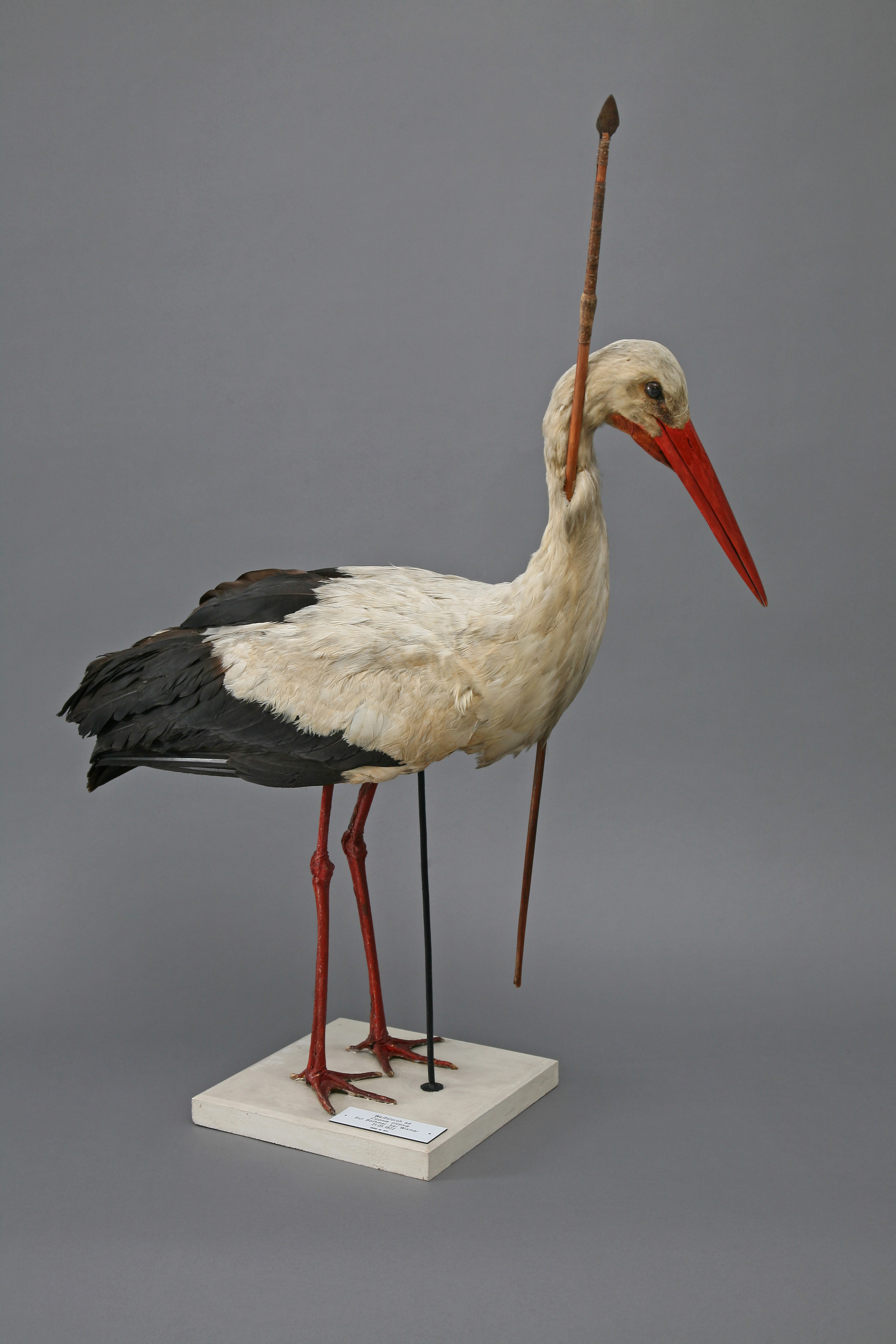
Pfeilstorch ze zoologické sbírky Roztocké univerzity

Migrace zvířat provází lidstvo již od nepaměti. Svědčí o tom mj. malby migrujících druhů v jeskyních v Lascaux, Altamiře nebo Tassili, které vyobrazují migrační druhy, jako jsou pratuři nebo bizoni. V předbiblických dobách sestavovaly národy Arábie a Persie části svých kalendářů podle toho, kdy odlétaly a přilétaly určité druhy ptáků. Jedny z nejstarších zmínek o migracích pochází ze Starého zákona. Např. v knize Exodus je zmiňována migrace sarančat jako jedna z deseti egyptských ran, která přinesla pohromu na celý Egypt. O poznání vlídněji se Starý zákon zmiňuje o migraci křepelek, které poskytly potravu izraelskému lidu během pobytu v poušti.
Řecký klasický filosof Aristotelés byl jeden z prvních filosofů, který se migrací zabýval vážněji. Aristotelés si mj. všiml, že ptáci před tahem přiberou na váze a že odlétají s příchodem chladného počasí. Tento filosof také vyslovil domněnku, že ptáci v zimě hibernují; tato teorie přetrvávala mezi lidmi po následující dva tisíce let. Změna paradigmatu chápání ptačí migrace začala probíhat pozvolna v 18. a 19. století. Jeden z prvních solidních důkazů o ptačí migraci přinesl tzv. pfeilstorch (z německého Pfeil, čili „šíp“, a Storch, „čáp“). Tímto německým výrazem se označuje čáp, který byl objeven roku 1822 v Německu. Čáp měl v krku zabodnutý šíp afrického původu, z čehož se dalo vyvodit, že tento velký pták do Německa přiletěl z Afriky. Klíčovým krokem ke studiu migrace ptáků pak byl vynález kroužkování z přelomu 19. a 20. století.
O migraci byla natočena řada dokumentárních filmů, jako např. Velká migrace (National Geographic, 2010) nebo Velké přírodní migrace (BBC, 2016).